# Herta Ware
Herta Ware (Wilmington, 9 juni 1917 – Los Angeles County, 15 augustus 2005) was een Amerikaanse actrice.

## Biografie
Ware werd geboren in Wilmington, haar vader was Joods en kwam uit Boedapest en haar moeder was Christen.
Ware is twee keer getrouwd geweest waaruit vier kinderen zijn gekomen. Zij stierf op 15 augustus 2005 na complicaties van de ziekte van Parkinson.

## Filmografie

### Films
- 2000 Desperate But Not Serious – als Grammy
- 2000 Beautiful – als Clara
- 1999 Held Up – als Alice
- 1999 Cruel Intentions – als mrs. Sugarman
- 1998 The Politics of Desire – als de radioluisteraar
- 1998 Practical Magic – als oude Lady Wilkes
- 1997 St. Patrick's Day – als tante Delia
- 1996 Co-ed Call Girl – als klant
- 1996 Alien Nation: Millennium – als Alana
- 1995 Species – als mrs. Morris
- 1995 Top Dog – als moeder van Wilder
- 1992 Crazy in Love – als Pem
- 1991 Lonely Hearts – als Gran
- 1991 Soapdish – als oude vrouw
- 1990 Miracle Landing – als Dorothy Hendricks
- 1988 Dakota – als tante Zard
- 1988 Cocoon: The Return – als Rose Lefkowitz
- 1988 Critters 2: The Main Course – als Nana
- 1987 Dirty Laundry – als oma Verna
- 1987 Promised Land – als mrs. Higgins
- 1987 Slam Dance – als mrs. Raines
- 1986 Child's Cry – als mrs. Hartounian
- 1985 Cocoon – als Rosie Lefkowitz
- 1984 2010 – als Jessie Bowman
- 1980 Dr. Heckyl and Mr. Hype – als oude vrouw in bus
- 1980 The Black Marble – als Grand Duchess
- 1978 A Question of Guilt – als moeder van Miriam

### Televisieseries
Uitgezonderd eenmalige gastrollen.
- 1998-2000 Beyond Belief: Fact or Fiction – als oude vrouw – 2 afl.

## Theaterwerk opBroadway
- 1948 Six O'Clock Theatre – als bruidsmeisje
- 1938 Journeyman – als vrouw
- 1936 200 Were Chosen – als Mrs. Lindstrum
- 1936 Bury the Dead – als tweede hoer
- 1935 Let Freedom Ring – als Bessie

- Gemeinsame Normdatei: 1061601684
- International Standard Name Identifier: 0000 0000 4867 4443
- Library of Congress Control Number: no2005116577
- Nationale Bibliotheek van Tsjechië: xx0329391
- Nationale Bibliotheek van Israël: 987007439829805171
- Virtual International Authority File: 29274636
- WorldCat: E39PBJcrdhht7XcWYggxy3q84q